# Pachycondyla annamita
Pachycondyla annamita is een mierensoort uit de onderfamilie van de Ponerinae. De wetenschappelijke naam van de soort is voor het eerst geldig gepubliceerd in 1892 door André.